# Noé Hernández Izquierdo
Noé Hernández Izquierdo (Bagua, 3 de octubre de 1963) es un abogado y político peruano. Fue alcalde de la provincia de Rioja durante tres periodos entre 1996 y 2006.
Nació en Bagua, Perú, el 3 de octubre de 1963, hijo de Ignacio Hernández Mendoza y Teodocia Izquierdo Julca. Cursó sus estudios primarios en la localidad de Aramango en su natal distrito de Bagua y los secundarios en Nueva Cajamarca.
Su primera participación fue en las elecciones generales del 1995 en las que fue elegido como alcalde de la provincia de Rioja. Fue reelegido en las elecciones de 1998 y del 2002. En el intermedio tentó su elección como Congresista por San Martín sin éxito en las elecciones generales del 2001. Tentó su reelección como alcalde en las elecciones del 2006 y del 2010. En las elecciones regionales del 2014 fue candidato a vicepresidente del Gobierno Regional de San Martín junto a Daniel Vásquez Cenepo por el movimiento Fuerza Comunal del que ha sido fundador. En las elecciones generales del 2016 volvió a tentar su elección como congresista.